# Centro de Mísseis e Armas Submarinas da Marinha
O Centro de Mísseis e Armas Submarinas da Marinha (CMASM) é uma organização militar dentro da estrutura da Marinha do Brasil criada em 8 de novembro de 1978 originalmente subordinada à Diretoria de Armamento e Comunicações da Marinha. Em 2017, ficou subordinada à Diretoria Industrial da Marinha (DIM). A organização está localizada na ilha do Engenho, em São Gonçalo no estado do Rio de Janeiro. A criação do centro se deu na expectativa dela executar as atividades relacionadas com o apoio aos mísseis, os submarinos e seus respectivos sistemas. Recentamente, incumbi-se ao CMASM o armazenamento, os testes, a manutenção e distribuição dos torpedos F21 que equiparão os submarinos da Classe Riachuelo. São torpedos para o adestramento e familiarização da tripulação. Em 2020, estava sob comando do CMG Fernando Antonio Almeida Coelho.